# Ministerio de Asuntos Exteriores de Andorra
El Ministerio de Asuntos Exteriores de Andorra fue creado en 1993, en conjunción con la aprobación por el Pueblo Andorrano de su nueva Constitución. 

## Ministros
- Antoni Armengol Aleix: 1993 (junio-diciembre)
- Marc Vila Amigó: 1993-1994
- Manuel Mas Ribó: 1994-1997
- Albert Pintat Santolària: 1997-2001
- Juli Minoves Triquell: 2001-2007
- Meritxell Mateu Pi: 2007-

- Datos: Q6017599